# Спомен збирка „Јован Јовановић Змај”
Спомен збирка „Јован Јовановић Змај” посвећена је животу и раду угледног лекара и једног од најзначајнијих српских писаца 19. века - чика Јови Змају. Налази се у Сремској Каменици, у кући у којој је провео неколико последњих година живота.
Сви предмети су распоређени у пет просторија, тематски су повезани и осликавају сваки део песниковог живота и рада. Након затварања 1941. године, Музеј је поново отворен за публику, у прикладно адаптираној кући, 6. јуна 1954. године (поводом 50-година од Змајеве смрти). Године 1987. поставка је проширена и на трећу зграду.
У пет просторија - у двадесет витрина и на зидовима - експоновано је 270 изложака: 62 књиге, 66 фотографија, оригинални рукописи, часописи са четири легенде, итд. У једној витрини изложено је 25 лекарских инструмената. Ту се налазе и Змајеве лекарске белешке, педантни рукописи које је упућивао штампаријама, приватна писма сарадницима и пријатељима...
Музеј је основало друштво „Змај”, које је покренуто 1904. године, а данас је Спомен збирка део Музеја града Новог Сада.